# Puchar Polski 2025-2026
La Puchar Polski 2025-2026, anche nota come STS Puchar Polski per ragioni di sponsorizzazione, è la 72ª edizione della coppa nazionale polacca, organizzata dalla PZPN, iniziata il 5 agosto 2025 e che terminerà il 2 maggio 2026 con la finale in programma allo Stadio nazionale di Varsavia. Il vincitore della competizione si qualifica automaticamente per la UEFA Europa League 2026-2027. 
La squadra campione in carica è il Legia Varsavia.

## Squadre partecipanti
Alla competizione partecipano 70 squadre, provenienti dai primi tre livelli del campionato polacco di calcio (con l'aggiunta delle 16 squadre vincenti delle coppe regionali).

### Ekstraklasa
- Lech Poznań
- Raków Częstochowa
- Jagiellonia
- Legia Varsavia
- Pogoń Stettino
- KS Cracovia
- Motor Lublino
- GKS Katowice
- Górnik Zabrze
- Piast Gliwice
- Korona Kielce
- Radomiak Radom
- Widzew Łódź
- Lechia Danzica
- Zagłębie Lubin
- Arka Gdynia
- Nieciecza
- Wisła Płock

### I Liga
- Stal Mielec
- Śląsk Breslavia
- Puszcza Niepołomice
- Wisła Cracovia
- Miedź Legnica
- Polonia Varsavia
- GKS Tychy
- Znicz Pruszków
- Górnik Łęczna
- Ruch Chorzów
- ŁKS
- Stal Rzeszów
- Chrobry Głogów
- Odra Opole
- Pogoń Siedlce
- Kotwica Kołobrzeg

### II Liga
- Warta Poznań
- Stal Stalowa Wola
- Polonia Bytom
- Pogoń Grodzisk Mazowiecki
- Wieczysta Cracovia
- Chojniczanka Chojnice
- Świt Stettino
- KKS Kalisz
- Podbeskidzie
- Hutnik Cracovia
- Zagłębie Sosnowiec
- Resovia Rzeszów
- GKS Jastrzębie
- ŁKS II
- Rekord Bielsko-Biała
- Olimpia Grudziądz
- Wisła Puławy
- Zagłębie Lubin II
- Skra Częstochowa
- Olimpia Elbląg

### Coppe regionali
- Miedź Legnica II
- Zawisza Bydgoszcz
- Avia Świdnik
- Odra Bytom Odrzański
- Lechia Tomaszów Mazowiecki
- Beskid Andrychów
- Legia Varsavia II
- Malapanew Ozimek
- Siarka Tarnobrzeg
- ŁKS Łomża
- Gryf Słupsk
- LKS Goczałkowice-Zdrój
- Korona Kielce II
- GKS Wikielec
- Polonia Środa Wielkopolska
- Flota Świnoujście

## Formula
Al turno preliminare partecipano le 18 formazioni della II liga 2024-2025, insieme con le ultime due classificate della I liga 2024-2025. Le dieci vincitrici passano al primo turno, al quale si aggiungono le 16 vincitrici delle coppe regionali, 15 squadre della I Liga e le 14 squadre della Ekstraklasa 2024-2025 non qualificate alle competizioni UEFA. Nel turno successivo si aggiungono anche le 4 squadre di Ekstraklasa rimanenti.

## Calendario
| Turno                | Date              | Numero di squadre |
| -------------------- | ----------------- | ----------------- |
| Turno preliminare    | 5-6 agosto 2025   | 70 → 60           |
| Primo turno          | 24 settembre 2025 | 60 → 32           |
| Sedicesimi di finale | 29 ottobre 2025   | 32 → 16           |
| Ottavi di finale     | 3 dicembre 2025   | 16 → 8            |
| Quarti di finale     | 4 marzo 2026      | 8 → 4             |
| Semifinali           | 8 aprile 2026     | 4 → 2             |
| Finale               | 2 maggio 2026     | 2 → 1             |

## Turno preliminare
Non è previsto alcun sorteggio per il turno preliminare, in quanto gli accoppiamenti sono effettuati in base al seguente schema:
- La 17ª classificata di I Liga contro la 18° di II Liga
- La 18° di I Liga contro la 17° di II Liga
- La 1° di II Liga contro la 16° di II Liga
- La 2° di II Liga contro la 15° di II Liga
- La 3° di II Liga contro la 14° di II Liga
- La 4° di II Liga contro la 13° di II Liga
- La 5° di II Liga contro la 12° di II Liga
- La 6° di II Liga contro l'11° di II Liga
- La 7° di II Liga contro la 10° di II Liga
- L'8° di II Liga contro la 9° di II Liga

| Squadra 1                 | Risultato       | Squadra 2            |
| ------------------------- | --------------- | -------------------- |
| 5 agosto 2025             |                 |                      |
| Stal Stalowa Wola         | 3 – 1           | Skra Częstochowa     |
| Polonia Bytom             | 7 – 1           | Zagłębie Lubin II    |
| Podbeskidzie              | 2 – 1           | Resovia Rzeszów      |
| Hutnik Cracovia           | 3 – 0           | Zagłębie Sosnowiec   |
| 6 agosto 2025             |                 |                      |
| Warta Poznań              | 1 – 0           | Olimpia Elbląg       |
| Pogoń Grodzisk Mazowiecki | 3 – 0           | Wisła Puławy         |
| Wieczysta Cracovia        | 0 – 0 (5-6 dtr) | Olimpia Grudziądz    |
| Chojniczanka Chojnice     | 2 – 1           | Rekord Bielsko-Biała |
| Świt Stettino             | 1 – 1 (6-5 dtr) | ŁKS II               |
| KKS Kalisz                | 0 – 2           | GKS Jastrzębie       |